# Transplant
Transplant  är en kanadensisk dramaserie i sjukhusmiljö från 2020. Serien är skapad av Joseph Kay. Seriens första säsong består av 13 avsvnitt och den svenska premiären är planerad till den 11 maj 2020 på C More.

## Handling
Serien handlar om Bashir "Bash" Hamed som är en doktor som under inbördeslriget flydde från Syrien till Kanada. Han försöker nu skapa sig en ny karriär som akutläkare i det nya landet vid York Memorial Hospital i Toronto.

## Rollista (i urval)
| Hamza Haq        | – Dr. Bashir "Bash" Hamed |
| Laurence Leboeuf | – Dr. Magalie Leblanc     |
| John Hannah      | – Dr. Jed Bishop          |
| Ayisha Issa      | – Dr. June Curtis         |
| Jim Watson       | – Dr. Theo Hunter         |
| Sirena Gulamgaus | – Amira Hamed             |
| Torri Higginson  | – Claire Malone           |
| Linda Smith      | – Dr. Wendy Atwater       |
| Grace Lynn Kung  | – Vivian Barnes           |